# 内侧菱形三十面体
在幾何學中，內側菱形三十面體，又稱小星形三十面體是一種菱形三十面體的星形多面體，由30個全等且互相相交的菱形組成。其對偶多面體為截半大十二面體。

## 性質
內側菱形三十面體由30個面、60條邊和24個頂點組成，其30個面皆由菱形組成。內側菱形三十面體有兩種頂角，一種由菱形的銳角組成，頂點圖為五邊形；另一種由菱形的鈍角組成，頂點圖為五角星，其中，頂點圖為五角星的頂點藏在圖形內部。

### 頂點座標
對偶邊長為1的內側菱形三十面體的頂點座標為：
{\displaystyle (\pm {\frac {3}{4}},0,\pm {\frac {3(1+{\sqrt {5}})}{8}})}
{\displaystyle (\pm {\frac {3(1+{\sqrt {5}})}{8}},\pm {\frac {3}{4}},0)}
{\displaystyle (0,\pm {\frac {3(1+{\sqrt {5}})}{8}},\pm {\frac {3}{4}})}
{\displaystyle (\pm {\frac {3({\sqrt {5}}-1)}{8}},0,\pm {\frac {3}{4}})}
{\displaystyle (\pm {\frac {3}{4}},\pm {\frac {3({\sqrt {5}}-1)}{8}},0)}
{\displaystyle (0,\pm {\frac {3}{4}},\pm {\frac {3({\sqrt {5}}-1)}{8}})}

### 二面角
大六角二十四面體僅有一種二面角，為兩個菱形的棱之交角，其值為負二分之一的反餘弦值：
{\displaystyle \cos ^{-1}(-{\frac {1}{2}})={\frac {2\pi }{3}}\approx 2.0943=120^{\circ }}

### 作為星形多面體
内侧菱形三十面体可以看作是一種菱形三十面體的星形多面體，即星形菱形三十面體:41。
| 星狀圖 | 星形 | 星狀核       | 凸包       |
| ------ | ---- | ------------ | ---------- |
|        |      | 菱形三十面體 | 正二十面體 |

## 拓樸正多面體
內側菱形三十面體在拓樸中相當於五階正方形鑲嵌的商空間，其可以將作為內側菱形三十面體中的菱形面進行拓樸變形成正方形而構造出五階正方形鑲嵌，因此在另外一個索引中也被看作是一種正多面體：
内侧菱形三十面体在拓樸學上由30個四邊形組成，且每個頂點都是5個四邊形的公共頂點，因此在拓樸學上滿足抽象正多面體的定義。然而這種抽象面體若是具象化為内侧菱形三十面体則僅能具象化一辦的對稱性。這種抽象正多面體可以對應到虧格為4的五階四邊形正則地區圖（施萊夫利符號：{4,5}6），對應的皮特里多邊形為六邊形。
其他四種抽象正多面體為：
| 多面體 | 內側菱形三十面體 | 截半大十二面體        | 內側三角六邊形二十面體 | 雙三斜十二面體        | 凹五角錐十二面體 |
| 種類   | {4,5}6           | {5,4}6                | {6,5}4                 | {5,6}4                | {6,6}6           |
| 頂點圖 | {5}, {5/2}       | (5.5/2)2              | {5}, {5/2}             | (5.5/3)3              |                  |
| 面     | 30個菱形         | 12個五邊形 12個五角星 | 20個六邊形             | 12個五邊形 12個五角星 | 20個六邊形       |
| 鑲嵌   | {4, 5}           | {5, 4}                | {6, 5}                 | {5, 6}                | {6, 6}           |
| χ      | −6               | −6                    | −16                    | −16                   | −20              |

## 外部連結
- 埃里克·韦斯坦因. . MathWorld.